# ベイルート国立博物館
ベイルート国立博物館はレバノンの首都ベイルートに所在する国立博物館であり、レバノンで最も重要な博物館。

## 概要
国立博物館は第一次世界大戦中から収蔵が始まり、1942年にオープン。10万個が収蔵している。1975年のレバノン内戦では外壁をコンクリートで覆われたという。